# Ed Rollins

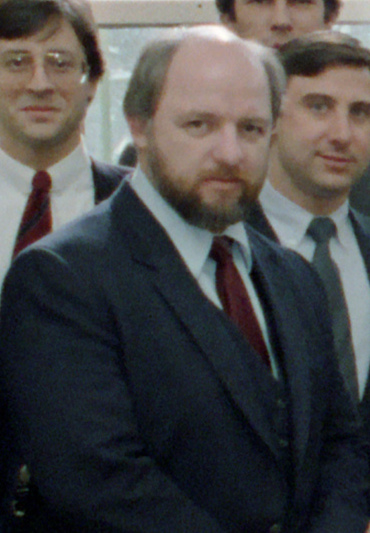
Ed Rollins, 1982

Edward John „Ed“ Rollins (* 19. März 1943 in Boston, Massachusetts) ist ein US-amerikanischer Politikberater und -stratege der Republikanischen Partei, der für zahlreiche hochrangige politische Kampagnen in den USA gearbeitet hat. 1983–1984 war er der National Campaign Director der Reagan-Bush Kampagne 1984, die 49 der 50 Bundesstaaten gewinnen konnte. Vier Jahre später sollte er die Kampagne für George Bush Senior leiten. Da er sich mit diesem nicht verstand, kam es nicht dazu. Im Dezember 2007 wurde er zum Kampagnenmanager der Präsidentschaftskandidatur von Mike Huckabee ernannt. Huckabee musste sich in den Primarys auf dem zweiten Platz John McCain geschlagen geben. 2016 arbeitete er im Team von Donald Trumps Kandidatur mit.